# 七尾城山インターチェンジ
七尾城山インターチェンジ（ななおじょうやまインターチェンジ）は、石川県七尾市矢田町にある能越自動車道（七尾氷見道路）のインターチェンジ (IC) である。富山方面のみ出入可能のハーフIC。
もともと設置の計画はなかったが、早期開通などを理由に工事用道路を転用して設置された。当ICを含む七尾氷見道路の高岡IC以北の全区間は暫定2車線となっている。

## 歴史
- 2012年（平成23年）8月31日 - IC名称が「七尾東IC（仮称）」から「七尾城山IC」に正式決定[5]。
- 2013年（平成24年）3月24日 - 七尾大泊IC - 当IC間の開通に伴い供用開始[1][2][6][7]。
- 2015年（平成27年）2月28日 - 当IC - 七尾IC間が開通[1][2][4][7][8]。

## 道路
- E41 能越自動車道（七尾氷見道路）（9番）

## 接続道路
- 七尾市道

## 周辺
- 七尾城跡
- 七尾城山運動公園
- 希望の丘公園
- 七尾市役所

## 隣
E41 能越自動車道（七尾氷見道路）
(8) 七尾大泊IC - (9) 七尾城山IC - (10) 七尾IC